# Seznam španskih rokometašev
Seznam španskih rokometašev.

## C
- Vicente Calabuig

## D
- David Davis
- Alex Dujshebaev
- Daniel Dujshebaev
- Talant Mušanbetovič Dujšebajev

## E
- Alberto Entrerríos

## H
- Jose Javier Hombrados

## M
- Enric Masip
- Agustín Millán García

## S
- Eugenio Serrano Gispert

## T
- Samuel Trives

## U
- Iñaki Urdangarin